# Матханова, Наталья Петровна
Наталья Петровна Матханова (род. 8 июля 1946, Москва, СССР) — российский историк, специалист по истории управления и общественной жизни Сибири XIX века и источниковедению. Доктор исторических наук (1999), профессор.  

## Биография
Родилась 8 июля 1946 года в Москве. 
В 1971 году окончила Новосибирский государственный педагогический институт. После этого работала учителем истории в школах, преподавала в Новосибирском электротехническом институте. 
Обучалась в аспирантуре в Институте истории, филологии и философии (ИИФФ) СО АН СССР. В 1978 году под научным руководством доктора исторических наук, профессора М. М. Громыко защитила диссертацию на соискание учёной степени кандидата исторических наук по теме «Кружок Белоголовых в общественно-политической жизни Восточной Сибири 1850-х — 1860-х годов» (специальность 07.00.02 — История СССР).
С 1990 года — младший научный сотрудник, научный сотрудник, старший научный сотрудник Объединённого института истории, филологии и философии (ОИИФФ) СО РАН. С 2002 года — главный научный сотрудник ОИИФФ СО РАН (с 2007 года — Института истории СО РАН).
В 1999 году в Институте истории СО РАН защитила диссертацию на соискание учёной степени доктора исторических наук по теме «Высшая администрация Восточной Сибири в середине XIX века (конец 1830-х — середина 1860-х годов)» (специальность 07.00.02 — Отечественная история). 

## Научная деятельность
При помощи методов социальной стратификации, просопографии, персональной истории, выявила персональный состав реальной административной элиты Восточной Сибири середины XIX века, который значительно отличался от формального. В своих исследованиях изучила социально-психологический облик членов ряда социокультурных групп местного чиновничества, типичные для каждой из групп нравственные ориентиры, культурно-битовые нормы, подходы к управленческой деятельности. Сумела воссоздать биографии глав местной администрации, проанализировать их взгляды основные направления экономической, социальной и кадровой политики проследить влияние индивидуальных личных качеств на специфику управленческой деятельности.
Внесла большой вклад в изучение источников мемуарного характера. Впервые был выявлен и выделен в качестве самостоятельного и самоценного феномена русской культуры корпус сибирской мемуаристики. Матхановой была установлена численность (более 1000 произведений), представлена классификация выявленных источников, определено время их создания, охарактеризованы основные разновидности мемуарных источников, состав мемуаристов, их социально-профессиональный статус, рассмотрены мотивы и особенности их творчества, дана характеристика нескольких наиболее крупных мемуарных комплексов.

## Награды
- Почётная грамота Министерства образования и науки Российской Федерации.
- Заслуженный ветеран СО РАН.

## Научные труды

### Диссертации
- Матханова Н. П. Кружок Белоголовых в общественно-политической жизни Восточной Сибири 1850-х — 1860-х годов: Дис. ... канд. ист. наук / Институте истории, филологии и философии СО АН СССР — Новосибирск, 1978 — 274 с.
- Матханова Н. П. Высшая администрация Восточной Сибири в середине XIX века (конец 1830-х — середина 1860-х годов): Автореф. дис. ... докт. ист. наук / Институт истории СО РАН — Новосибирск, 1999 — 45 с.

### Монографии
- Матханова Н. П. Генерал-губернаторы Восточной Сибири середины XIX века: В. Я. Руперт, Н. Н. Муравьёв-Амурский, М. С. Корсаков. Новосибирск, 1998. 428 с.
- Матханова Н. П. Высшая администрация Восточной Сибири в середине XIX в.: проблемы социальной стратификации. Новосибирск, 2002. 250 с.
- Матханова Н. П. Сибирская мемуаристика XIX века. Новосибирск, 2010. 551 с.
- Матханова Н. П. и др. Россия в Арктике: государственная политика и проблемы освоения. Новосибирск, 2017. 494 с.
- Матханова Н. П., Дамешек Л. М., Дамешек И. Л. «Главные блюстители неприкосновенности верховных прав самодержавия и пользы государства»: М. М. Сперанский, Н. Н. Муравьёв-Амурский и другие сибирские генерал-губернаторы. Иркутск, 2020. 340 с.
- Матханова Н. П. и др. Покровский Н. Н. Письма и воспоминания. Санкт-Петербург, 2022. 716 с.

### Справочно-энциклопедические издания
- Матханова Н. П. и др. Краткая энциклопедия по истории купечества и коммерции Сибири. Том 1. Книга 1. Новосибирск, 1994. 170 с.
- Матханова Н. П. и др. Краткая энциклопедия по истории купечества и коммерции Сибири. Том 2. Книга 1. Новосибирск, 1995. 180 с.
- Матханова Н. П. и др. Краткая энциклопедия по истории купечества и коммерции Сибири. Том 3. Книга 3. Новосибирск, 1997. 152 с.
- Матханова Н. П. и др. Краткая энциклопедия по истории купечества и коммерции Сибири. Том 4. Книга 1. Новосибирск, 1997. 139 с.
- Матханова Н. П. и др. Краткая энциклопедия по истории купечества и коммерции Сибири. Том 4. Книга 2. Новосибирск, 1998. 123 с.
- Матханова Н. П. и др. Историческая энциклопедия Сибири. Том 1. Новосибирск, 2009. 715 с.
- Матханова Н. П. и др. Историческая энциклопедия Сибири. Том 2. Новосибирск, 2009. 808 с.
- Матханова Н. П. и др. Историческая энциклопедия Сибири. Том 3. Новосибирск, 2009. 784 с.
- Матханова Н. П. и др. Энциклопедический словарь по истории купечества и коммерции Сибири. Том 1. Новосибирск, 2012. 450 с.
- Матханова Н. П. и др. Энциклопедический словарь по истории купечества и коммерции Сибири. Том 2. Новосибирск, 2013. 464 с.

### Учебные пособия
- Матханова Н. П. Сибирский административный аппарат в XIX веке. Новосибирск, 2003. 102 с.